# パトリック・クリバーン
パトリック・ロネイン・クリバーン（Patrick Ronayne Cleburne、1828年3月16日-1864年11月30日）は、アイルランド系イギリス人でイギリス軍に入り、アメリカ合衆国の南北戦争では南軍の少将として従軍した軍人である。第二次フランクリンの戦いで戦死した。

## 初期の経歴
クリバーンはアイルランドのコーク県オーフェンスで、イングランド人を祖先に持つ堅実な中流階級の医者ジョセフ・クリバーン博士の次男として生まれた。母はクリバーンがまだ18ヶ月の時に死に、クリバーンは15歳で孤児になった。父に倣って医学を勉強したが、1846年のトリニティ・カレッジ医学部の入学試験に失敗した。この失敗への対応として、多くのアイルランド系イギリス人が辿るように、軍隊に入りイギリス軍第41歩兵連隊に配属となり、その後伍長の階級まで昇進した。
3年後に除隊証明書を購入し、2人の兄弟と1人の姉妹と共にアメリカに移住した。オハイオ州で短期間過ごした後で、アーカンソー州ヘレナに入植し、薬剤師として雇用され直ぐに町の社交界にも受け入れられた。1860年までに帰化市民となり、法律の実務を始め、地元の住民にも大変好かれた。この期間に、ヘレナから出たもう一人の南軍将軍であり地元では民主党の政治家トマス・C・ヒンドマンと親友になった。

## 南軍への従軍
合衆国からの脱退の危機が起こり、クリバーンは断固として南部州の肩を持った。その選択は奴隷制を愛していたからではなく、奴隷制については意に介さないと主張していたが、むしろ自分をその仲間として受け入れてくれた南部の人々への愛着から出たものだった。クリバーンは兵卒として地元の民兵中隊（イェール・ライフルズ）に入隊し、直ぐに大尉に選ばれた。1861年1月にこの中隊を率いてリトルロックのアメリカ軍弾薬庫を占領した。アーカンソー州が合衆国から脱退すると、イェール・ライフルズは第1アーカンソー歩兵連隊に組み込まれ、後に第15アーカンソー連隊と改名され、その中で直ぐに大佐に選ばれた。1862年3月4日には准将に昇進した。
クリバーンはシャイローの戦いに続いてリッチモンドの戦いに参戦してこの時顔に負傷し、その後ペリービルの戦いに従軍した。1862年遅くにテネシー軍がテネシー州まで後退した後で、師団指揮官に昇格し、ストーンズリバーの戦いではその師団が北軍右翼を敗走させて3マイル (5 km)前進し、北軍をナッシュビル・パイクまで追ってその最終防御戦まで後退させた。12月13日には少将に昇進した。
テネシー州における1863年の作戦では、クリバーン隊がチカマウガの戦いで珍しい夜の攻撃を行った。次の第三次チャタヌーガの戦いの直前に、テネシー軍指揮官ブラクストン・ブラッグが何を思ったか、突然クリバーン隊にノックスビルのジェイムズ・ロングストリート軍の支援に向かうよう命じた。東テネシー・バージニア鉄道のタイナー駅で兵士達が文字通り列車に乗り込むばかりだったクリバーン師団が呼び戻され、ミッショナリー・リッジ北縁のトンネル・ヒルの南軍右翼を補強するために急行した（トンネル・ヒルは通称、チャタヌーガ・ハリソン・ジョージタウン・チャールストン鉄道のトンネルがその下を通っていた）。11月25日午後3時頃、トンネル・ヒルを守っていた部隊が急斜面を駆け下りて突撃し、北軍ウィリアム・シャーマン少将の軍団を敗走させビリーゴート・ヒルまで押し返した。クリバーンはその師団に他の師団から2個旅団と2個連隊を加えただけであった。戦争の残り期間、その部隊は「トンネル・ヒル、テネシー州」に対する戦闘名誉章として、特異な青の師団旗を携行した。この戦いは南軍の大壊走という結果になったが、クリバーンの師団はほとんど無傷だった。それに続くジョージア州北部のリングゴールドギャップの戦いでは後退するテネシー軍の殿軍を務めて無事に南と東に逃亡できた。クリバーンとその部隊はこの作戦での功績に対しアメリカ連合国議会から公式の感謝状を受けた。
クリバーンが地形をうまく使って他の者では失敗するような陣地を確保する能力や、その小さな部隊で敵の動きを邪魔する能力によってこの頃に名声を揚げ、「西のストーンウォール」という渾名も貰った。北軍は戦場の向こうにクリバーン師団の青い旗が見えるとその部隊を恐れたと言われている。
クリバーンは、アメリカ連合国の人や資源が枯渇し始めたので戦争に負けつつあるということが分かるようになった。1864年、青天の霹靂でテネシー軍の指導者に招聘され、そこで奴隷を解放し南軍に入隊させて南部の独立を維持する提案を行った。この提案は多くの者から激しい敵意で迎えられ、公式にはアメリカ連合国大統領ジェファーソン・デイヴィスの命令でもみ消された。クリバーンがそれ以上昇進できなかったのはこのことが理由だと主張する者がいるが、クリバーンがウェストポイント（アメリカ陸軍士官学校）の卒業ではなかったという事実、およびアイルランド出身だったということも要因として考えられる。
クリーバーンの手紙（下記）には戦争の歴史的記録と国の考え方の両方を悩ませ続ける将来の予測も含まれている。

## 戦死と遺産
1864年の作戦行動の季節に先立ち、クリバーンはアラバマ州モービルのスーザン・タールトンと婚約した。しかしその結婚式は行われなかった。1864年11月30日、テネシー州ナッシュビルの直ぐ南で北軍が防御を施したフランクリンに対する戦闘で、クリバーンはその攻撃がまずい発想だと抗議したが容れられず、その戦闘中に戦死した。乗っていた馬が撃たれた後に徒歩で剣を振りかざし北軍の塹壕線に向かって進む姿を目撃されたのが最後だった。後の証言では、北軍前線の直ぐ内側で発見され、コロンビア・ターンパイク沿いの救護施設に運び込まれた。南軍の戦争記録では、腹部を撃たれて死んだとされており、恐らくは弾丸がその心臓を貫通していた。南軍がその遺体を見つけた時、その長靴、剣、時計、その他価値ある物はなんでも失くなっていた。
クリバーンの遺体はテネシー州マウントプレザント近くのセントジョンズ教会に埋葬され、6年間留め置かれた。1870年に掘り起こされて、2つ目の故郷へレナに戻り、ミシシッピ川を見下ろすメイプルヒル墓地にファンファーレと共に埋葬された。
クリバーンの元上官で軍団指揮官のウィリアム・J・ハーディは、クリバーンの戦死を知って、「この師団が守る所、その前線を敗れる見込みは無かった。この師団が攻撃する所、ただ一度を除いてその猛襲に耐える者はいなかった。つまりはクリバーンの墓がそれだ。」と言った。
次の地名はクリバーンに因んで名付けられたものである。
- アラバマ州クリバーン郡
- アーカンソー州クリバーン郡
- テキサス州クリバーン市
- テキサス州パット・クリバーン湖